# Église Sainte-Catherine-d'Alexandrie de Tabán
Pour les articles homonymes, voir Église Sainte-Catherine-d'Alexandrie et Église Sainte-Catherine.
L'église Sainte-Catherine-d'Alexandrie (Alexandriai Szent-Katalin plébániatemplom) ou église catholique romaine de Tabán (Tabáni római katolikus templom) est une église catholique romaine de Budapest située dans le quartier de Tabán.                         